# Bavincourt
Bavincourt és un municipi francès situat al departament del Pas de Calais i a la regió dels Alts de França. L'any 2007 tenia 351 habitants.

## Demografia

### Població
El 2007 la població de fet de Bavincourt era de 351 persones. Hi havia 128 famílies de les quals 32 eren unipersonals (16 homes vivint sols i 16 dones vivint soles), 28 parelles sense fills, 60 parelles amb fills i 8 famílies monoparentals amb fills.
La població ha evolucionat segons el següent gràfic:
Habitants censats

### Habitatges
El 2007 hi havia 142 habitatges, 126 eren l'habitatge principal de la família, 3 eren segones residències i 13 estaven desocupats. 132 eren cases i 9 eren apartaments. Dels 126 habitatges principals, 101 estaven ocupats pels seus propietaris, 24 estaven llogats i ocupats pels llogaters i 1 estava cedit a títol gratuït; 8 tenien dues cambres, 9 en tenien tres, 28 en tenien quatre i 81 en tenien cinc o més. 107 habitatges disposaven pel capbaix d'una plaça de pàrquing. A 66 habitatges hi havia un automòbil i a 52 n'hi havia dos o més.

### Piràmide de població
La piràmide de població per edats i sexe el 2009 era:
| Homes | Edats   | Dones |
| ----- | ------- | ----- |
| 0     | 95 o +  | 0     |
| 0     | 90 a 94 | 4     |
| 4     | 85 a 89 | 8     |
| 0     | 80 a 84 | 0     |
| 8     | 75 a 79 | 12    |
| 0     | 70 a 74 | 0     |
| 8     | 65 a 69 | 4     |
| 4     | 60 a 64 | 16    |
| 4     | 55 a 59 | 12    |
| 24    | 50 a 54 | 16    |
| 4     | 45 a 49 | 8     |
| 20    | 40 a 44 | 4     |
| 20    | 35 a 39 | 28    |
| 0     | 30 a 34 | 0     |
| 16    | 25 a 29 | 8     |
| 12    | 20 a 24 | 4     |
| 20    | 15 a 19 | 16    |
| 12    | 10 a 14 | 12    |
| 8     | 5 a 9   | 8     |
| 0     | 0 a 4   | 4     |

## Economia
El 2007 la població en edat de treballar era de 228 persones, 160 eren actives i 68 eren inactives. De les 160 persones actives 145 estaven ocupades (85 homes i 60 dones) i 15 estaven aturades (7 homes i 8 dones). De les 68 persones inactives 13 estaven jubilades, 29 estaven estudiant i 26 estaven classificades com a «altres inactius».

### Ingressos
El 2009 a Bavincourt hi havia 128 unitats fiscals que integraven 360 persones, la mediana anual d'ingressos fiscals per persona era de 16.870,5 €.

### Activitats econòmiques
Dels 22 establiments que hi havia el 2007, 1 era d'una empresa extractiva, 1 d'una empresa alimentària, 3 d'empreses de fabricació d'altres productes industrials, 2 d'empreses de construcció, 7 d'empreses de comerç i reparació d'automòbils, 2 d'empreses de transport, 1 d'una empresa d'hostatgeria i restauració, 1 d'una empresa immobiliària, 3 d'empreses de serveis i 1 d'una entitat de l'administració pública.
Dels 4 establiments de servei als particulars que hi havia el 2009, 1 era una oficina de correu, 2 tallers de reparació d'automòbils i de material agrícola i 1 lampisteria.
L'únic establiment comercial que hi havia el 2009 era una floristeria.
L'any 2000 a Bavincourt hi havia 10 explotacions agrícoles.

## Equipaments sanitaris i escolars
El 2009 hi havia una escola elemental integrada dins d'un grup escolar amb les comunes properes formant una escola dispersa.

## Poblacions més properes
El següent diagrama mostra les poblacions més properes.